# Draba korabensis
Draba korabensis là một loài thực vật có hoa trong họ Cải. Loài này được Kümmerle & Degen mô tả khoa học đầu tiên năm 1921.